# Heinrich Götz

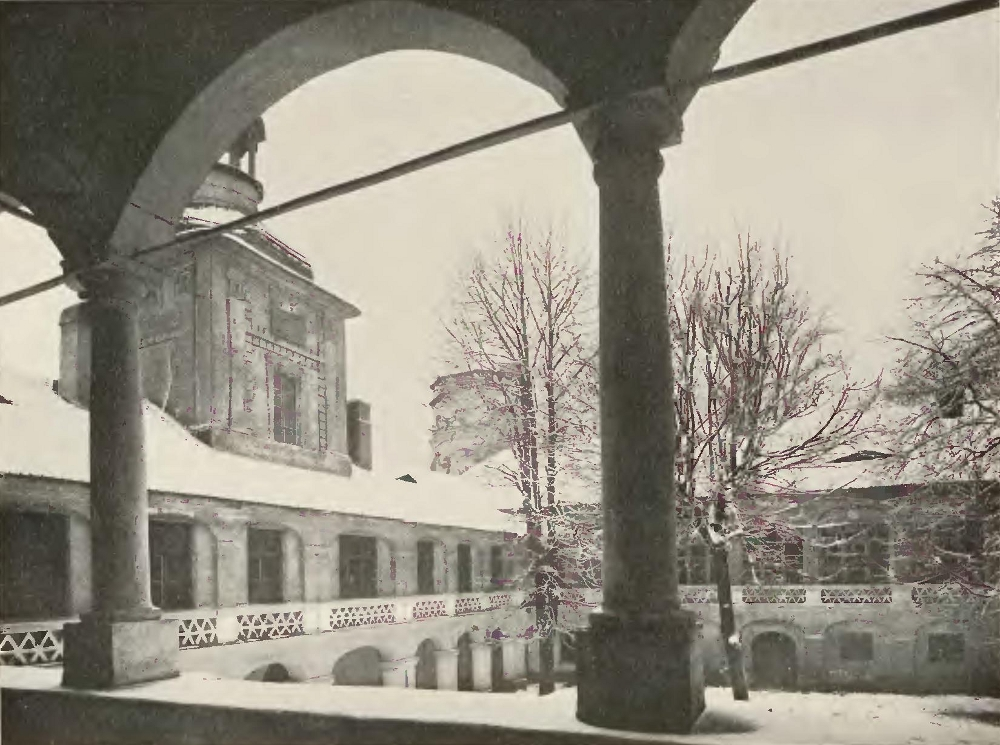
Heinrich Götz: Zámek Zyrowa

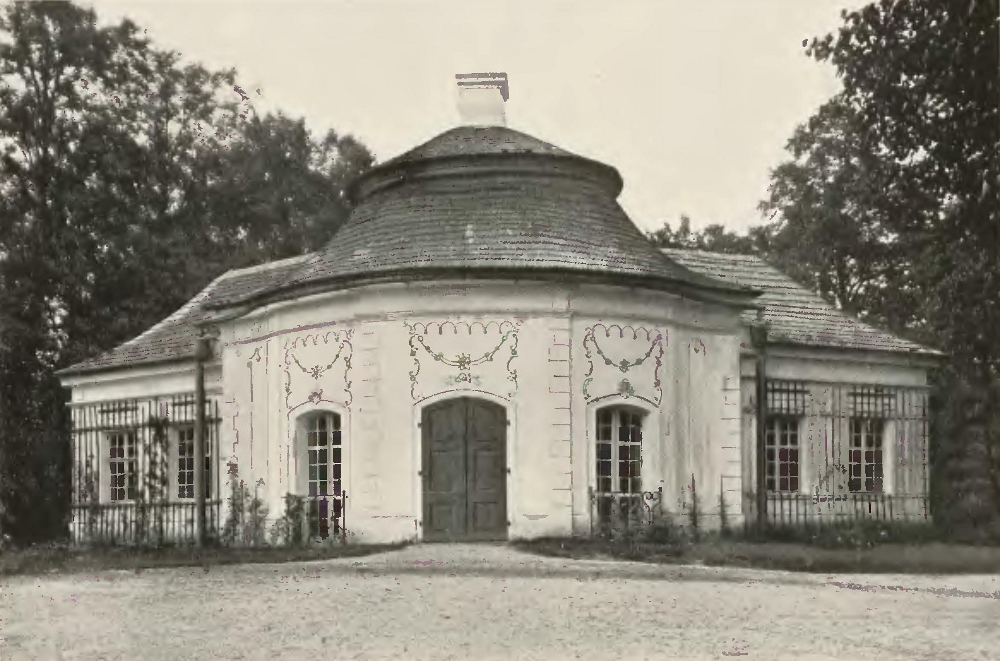
Heinrich Götz: Zámeček Weinberg, Karlsruhe

Heinrich Götz (1866 – 1931) byl vratislavský fotograf německého původu specializující na fotografii architektury a městské veduty.
V 90. letech 19. století absolvoval vzdělání ve Würzburgu u významného německého fotografa Carla Dauthendeya. Od roku 1902 byl obyvatelem Vratislavi a zaměstnancem Eduarda van Deldena na Gartenstraße (dnes ulice Józefa Piłsudskiego). Roku 1904 se stal po odchodu van Deldena stal majitelem fotografického studia. Jeho práce získaly ocenění na mnoha výstavách. Kolem roku 1910 si pronajal přízemí a třetí patro domu čp. 2 ve dnešní ulici Tadeusza Kościuszki. V přízemí pracoval a nahoře bydlel s rodinou.

## Život a dílo
Po první světové válce se věnoval vynálezům v technologii barevné fotografie. Götzovo studio se specializovalo na fotografování architektury. Byl také skvělým portrétním fotografem. Mezi významné osobnosti, které fotografoval byli například: Max Berg, Hala Ludowa, městský radní Georga Cohna, architekt Richard Plüddemann a vratislavský starosta Georg Bender. Všechny jejich portréty byly vytvořeny ve studiu a měly reprezentativní charakter. Kromě snímků pořízených na žádost obce
Dokumentoval například restaurování a renovaci vratislavské radnice, byl autorem fotografií pro publikace o tehdejší architektuře, jako Slezské kostely (Schlesische Kirchen) – díla, které vyšlo v roce 1926. Publikoval také v časopise Schlesien, kde otiskl portréty, které se vyznačovaly osobními emocemi. Jednalo se o rodinné fotografie, často s malými dětmi.
Jeho snímky byly použity jako ilustrace pro různé studie na toto téma. Spolupracoval s Richardem Konwiarzem a Ludwigem Burgemeistrem. Kromě fotografické praxe se podílel i na organizační práci fotografů. V období 1903–1920 předsedal Slezské společnosti profesionálních fotografů. Byl autorem řady teoretických článků o fotografii. Inspiroval jej vynikající fotograf Hermann Krone, který byl také spojený s Wroclawí.

## Výstavy
V roce 1993 Univerzitní knihovna Městského muzea ve Vratislavi uspořádala výstavu Nieznany portret miasta, která se skládala z více než 100 fotografií. Asi polovina z nich byly fotografie pocházejících z firmy van Deldena. Na vernisáži výstavy byl syn a vnuk Heinricha Götze.

## Ocenění
- 1904 – vyhrál stříbrnou medaili na výstavě ve Wroclawi
- 1905 – v Darmstadtu získal ocenění prince hesenského
- 1907 – získal stříbrnou medaili na výstavě v Brémách
- 1909 – státní meadile Weimar
- 1910 – stříbrná medaile, Světová výstava v Bruselu

## Galerie

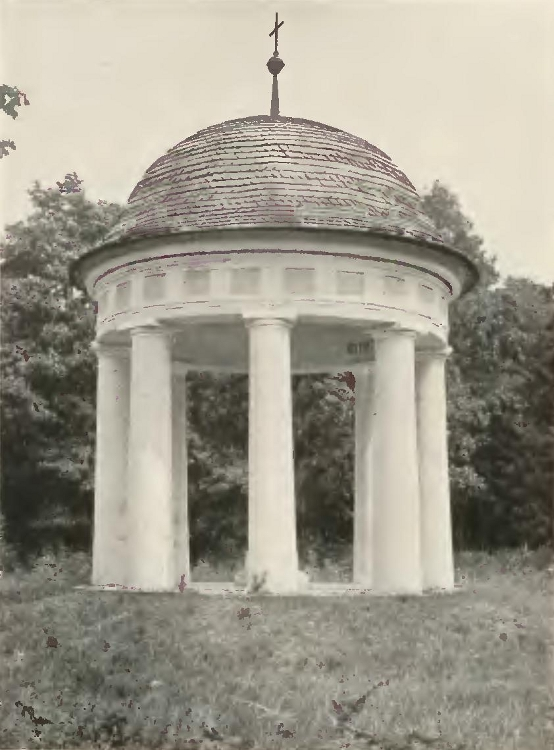
Karlsruhe
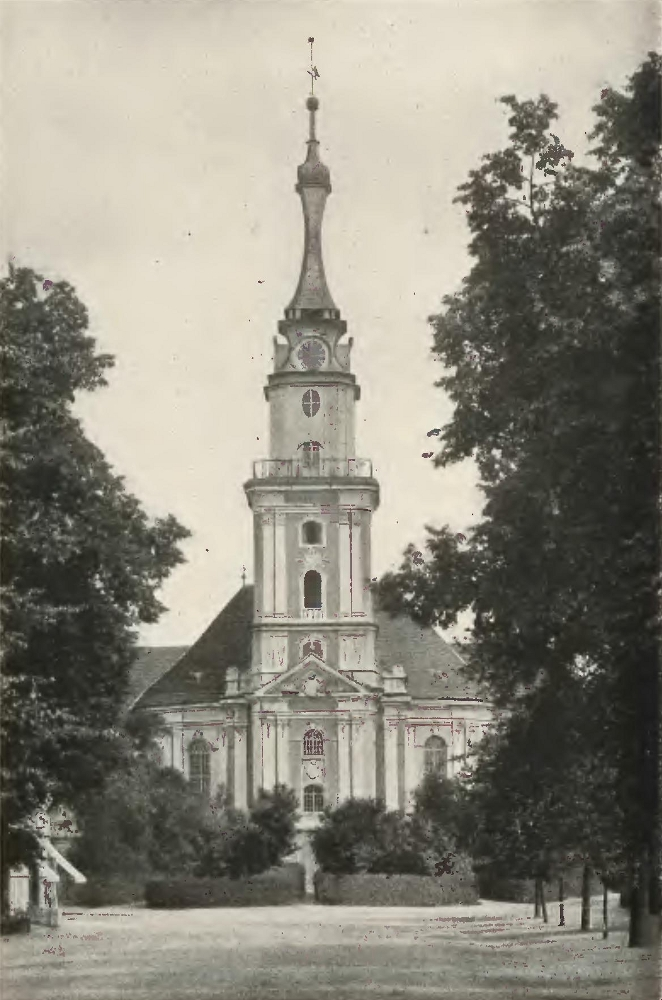
Karlsruhe, evangelický kostel
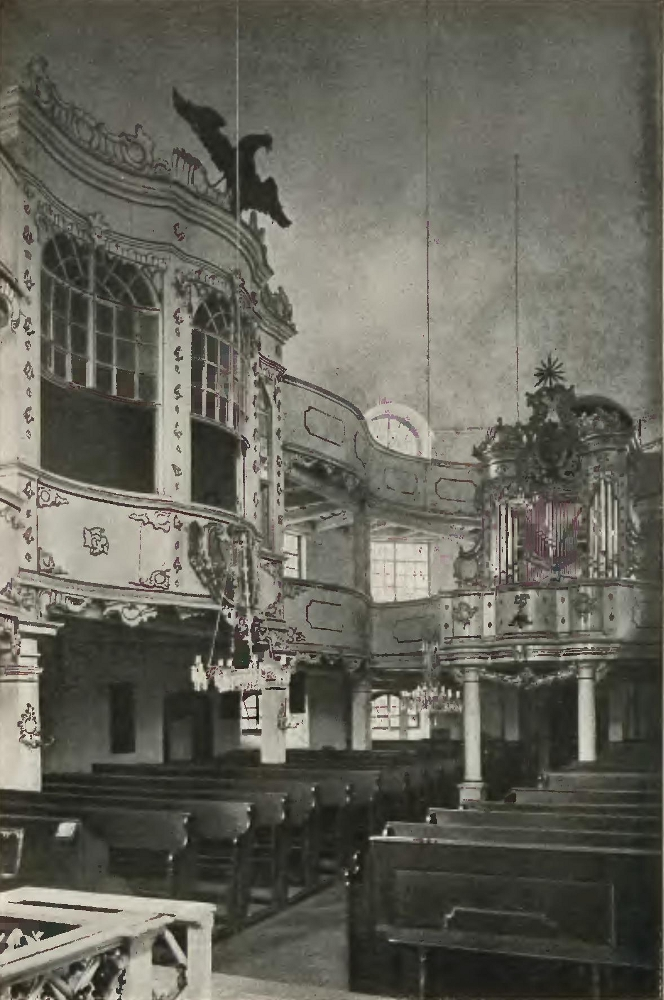
Karlsruhe, interiér evangelického kostela
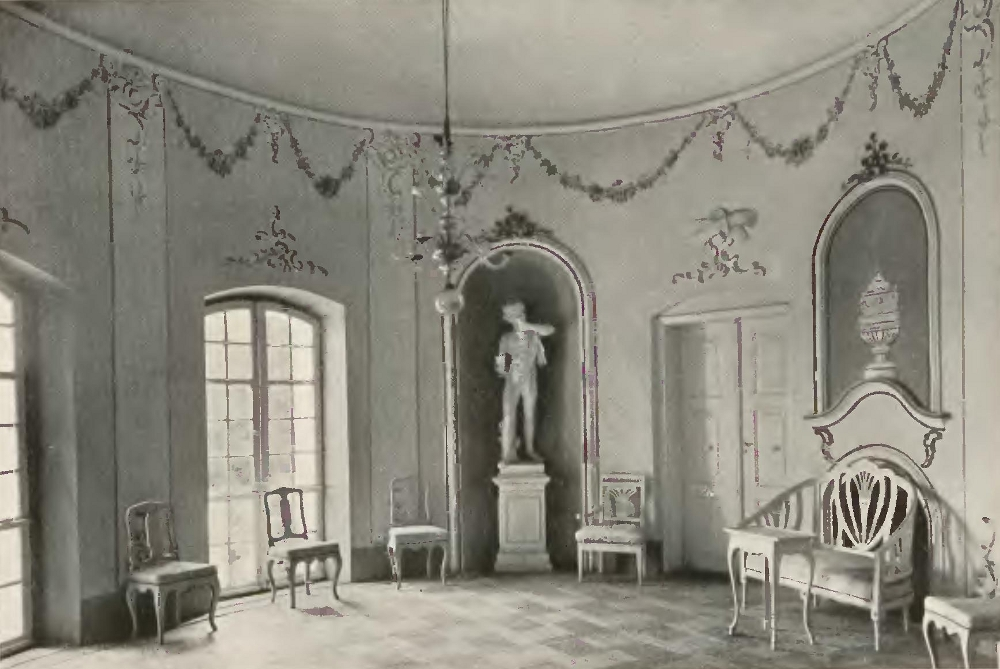
Zámeček Weinberg, Karlsruhe
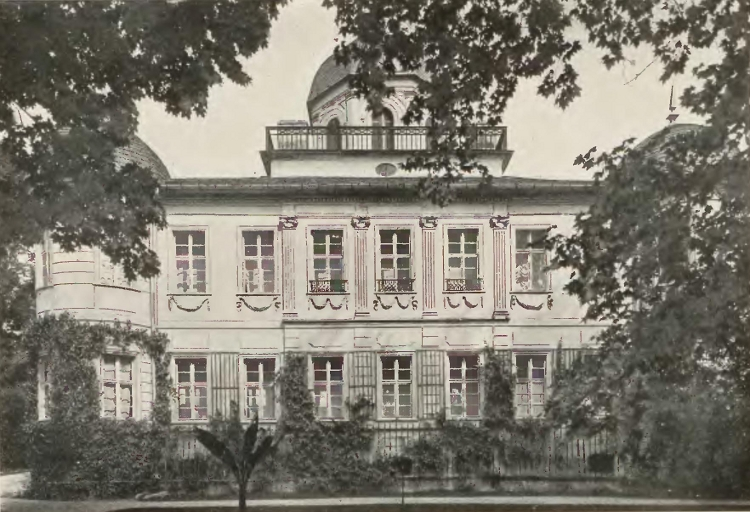
Karlsruhe, lázně, zámek
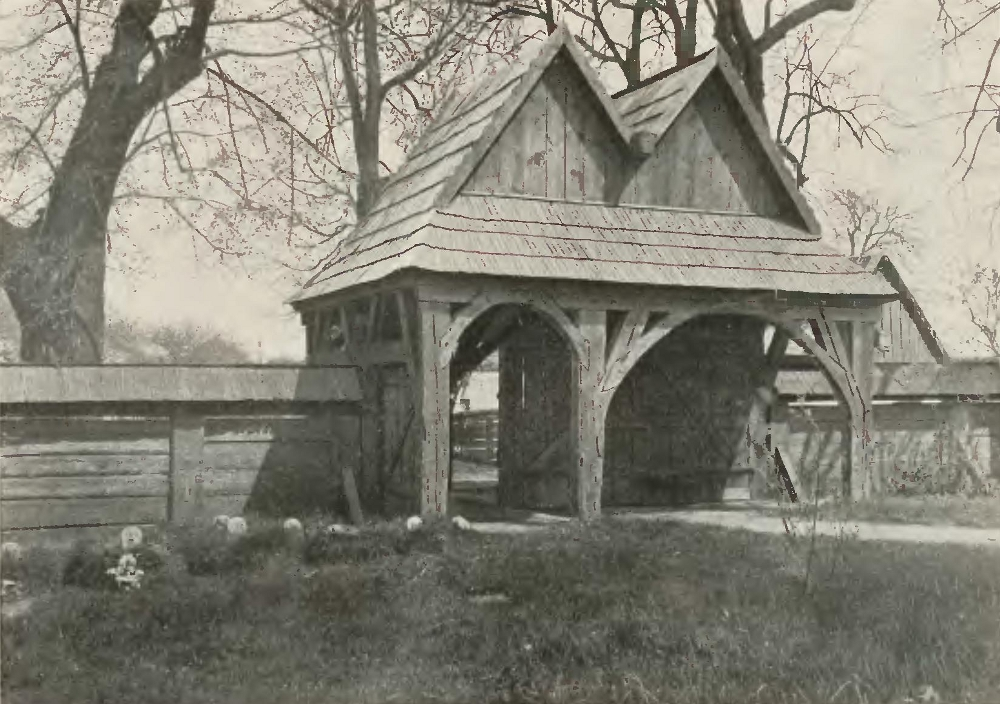
Hřbitovní brána, Bürgsdorf u Konstadtu
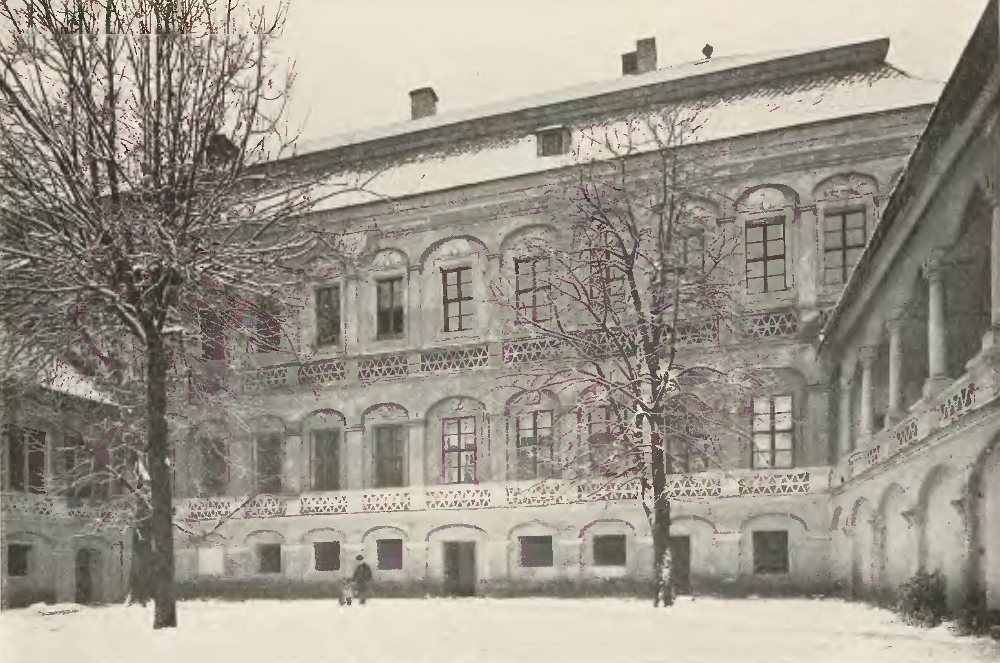
Zámek Zyrowa

## Publikace
- Heinrich Götz: Hermann Krone. Zum hundertsten Geburtstag. In: Hans Seger und Erwin Hintze (Hrsg.): Jahrbuch des Schlesischen Museums für Kunstgewerbe und Altertümer (= Schlesiens Vorzeit in Bild und Schrift. Neue Folge). Selbstverlag des Schlesischen Altertumsvereins, vertreten durch Ferdinand Hirt, Breslau 1928